# Baka City FC
Der Baka City Football Club ist ein malawischer Fußballverein aus Karonga. Aktuell (Stand Dezember 2024) spielt der Verein in der zweiten Liga, der Regional League Malawi.

## Geschichte
Nach Ablauf des Spieljahres 2024 stieg der Klub von der ersten in die zweite malawische Liga ab.

## Erfolge
- Regional League Malawi

Meister Gruppe A: 2023  ▲

## Stadion
Der Verein trägt seine Heimspiele im Karonga Stadium in Karonga aus. Das Stadion hat ein Fassungsvermögen von 20.000 Personen.